# Мабуло, Луиза
Луиза Эммануэль де Гусман Мабуло (род. 12 сентября 1998, Манила) — филиппинский эколог, социальная предпринимательница и шеф-повар. Она основательница The Cacao Project, социального бизнеса по обмену семенами, который сотрудничает с более чем 200 фермерами из филиппинского района Сан-Фернандо. Мабуло вела мини-документальный фильм National Geographic «Nat Geo представляет: стоимость еды: ДИЕТА ПРОТИВ ПЛАНЕТЫ», в котором исследует устойчивые диеты.

## Биография
Мабуло родилась в Маниле, выросла в Суонси, а затем переехала в Южный Камаринес.
Когда в 2016 году на Филиппины обрушился тайфун Нок-тен, уничтоживший почти все запасы продовольствия, она организовала в социальных сетях кампанию по сбору средств, но обнаружила необходимость покупки семян для восстановления сельскохозяйственных угодий. Деревья, выстоявшие во время тайфуна, были деревьями какао, которые, как она знала, давали очень ценный урожай.
Это побудило её начать проект «Какао», который помогает смягчить последствия изменения климата за счёт выращивания устойчивых культур, а также обеспечивает фермерам доход. В рамках проекта 200 фермеров прошли обучение по методам агролесоводства, на 70 гектарах земли было посажено более 70 000 деревьев, восстановлено два источника воды, используются экологически чистые методы борьбы с вредителями и удобрения сельскохозяйственных культур. Мабуло ожидала, что объём продаж составит около 11,2 млн песо, а валовая прибыль от первого урожая какао 2020 года составит около 1 млн песо. Проект также обеспечивает фермеров семенами таких основных культур, как бок-чой, тыква и окра.
Часть пропагандистских усилий Мабуло направлена на изменение людского восприятия фермеров и сельского хозяйства, в частности на устранение стигмы, согласно которой фермеры бедны, необразованны и неспособны получить образование в традиционных системах образования. Своей работой и пропагандой она создаёт атмосферу уважения и расширения прав и возможностей фермеров, поскольку считает, что сельское хозяйство имеет основополагающее значение для решения проблемы изменения климата:
Мабуло также основала The Culinary Lounge — проект, который помогает фермерам использовать местные ингредиенты. Её приглашали выступать на различных международных мероприятиях.

## Награды и признание
Мабуло с 12 лет принимает участие в конкурсах шеф-поваров, с той поры, как она стала финалисткой Junior MasterChef Pinoy Edition. На конкурсе молодых талантов Disciples des Escoffier на выставке ресторанов и баров в Гонконге она выиграла премию «Лучший десерт Азии». Луиза отмечена как 50 после 50 лучших ресторанов мира, как производительница, меняющая правила игры.
В 2018 году она была названа выдающимся молодым фермером Филиппин. В 2019 году она стала обладательницей премии «Молодые чемпионы Земли», присуждаемой Программой ООН по окружающей среде. Она также выиграла стипендию от Инициативы молодых лидеров Юго-Восточной Азии в Брауновском университете. Она вошла в список Forbes «30 до 30 в Азии» в качестве почётного упоминания и была отмечена знаком «Друг человечества» от Фонда послов дружбы.
В ноябре 2023 года Мабуло вошла в список 100 женщин по версии Би-би-си.